# Józef María Robles Hurtado
Józef María Robles Hurtado, (hiszp.) José María Robles Hurtado (ur. 3 maja 1888 w Mascota, zm. 26 czerwca 1927 w Quila de Jalisco) – święty Kościoła katolickiego, działający na terenie diecezji guadalajarskiej prezbiter, męczennik, ofiara prześladowań antykatolickich zapoczątkowanych w okresie rewolucji meksykańskiej, inicjator zgromadzenia czci Najświętszego Serca Jezusowego w Eucharystii.

## Życiorys
Po otrzymaniu 1913 r. święceń kapłańskich wysłany został do pracy w charakterze wikariusza w parafii Nochistlán. Następnie został wychowawcą w seminarium duchownym i w tym czasie rozpoczął proces tworzenia wspólnoty zakonnej poświęcającej się dziełom miłosierdzia i czczącej Najświętsze Serce Jezusowe w Eucharystii. Był autorem utworów literackich o tematyce religijnej. Od 1920 r.  pełnił obowiązki administratora w Tecolotlán. W 1926 r. gdy nastąpiło nasilenie fali prześladowań antykatolickich, wbrew rządowemu nakazowi pozostał wśród wiernych swojej parafii i od 2 stycznia 1927 ukrywał się domach rodziny Agraz, by potajemnie świadczyć posługę kapłańską. Mimo ostrzeżeń o grożącym niebezpieczeństwie aresztowania nie porzucił swoich obowiązków. W dniu śmierci został zatrzymany o świcie przez żołnierzy, gdy przygotowywał się do odprawiania mszy. Zginął kilka godzin później, powieszony na drzewie 26 czerwca 1927 roku. Przed śmiercią zdążył zapisać na znalezionej później karteczce:

Odnowienie całkowitego oddania się Sercu Jezusa przez Maryję, moją Matkę i Panią.

26 czerwca 1932 biskup José Garibi Rivera, dokonał translacji relikwii i spoczęły w nowicjacie Sióstr Serca Najświętszego Sakramentu w Guadalajarze. Atrybutem świętego Augusta jest palma.
Po zakończeniu procesu informacyjnego na etapie lokalnej diecezji, który toczył się w latach 1933–1988 w odniesieniu do męczenników okresu prześladowań Kościoła katolickiego w Meksyku, został beatyfikowany 22 listopada 1992 roku w watykańskiej bazylice św. Piotra, a jego kanonizacja na placu Świętego Piotra, w grupie Krzysztofa Magallanesa Jary i 24 towarzyszy, odbyła się 21 maja 2000 roku. Wyniesienia na ołtarze Kościoła katolickiego dokonał papież Jan Paweł II.
Wspomnienie liturgiczne obchodzone jest w dies natalis.